# Carla Voltolina
Carla Voltolina (Torí, 14 juny 1921 - Roma, 6 desembre 2005) Coneguda també com a Carla Pertini, va ser una periodista i psicòloga italiana, partisana durant la Segona Guerra Mundial, va ser condecorada amb la Creu de Guerra al Valor Militar pel seu valor. Va exercir com a Primera dama d'Italia durant la presidència del seu marit Sandro Pertini.
Filla de Luigi Voltolina, un oficial de l'exèrcit italià originari de Chioggia, i de Rosa Barberis, de Piovà Massaia (AT), tenia dues germanes, Laura i Luisa i un germà, Umberto, nascut l'any 1940. Als sis anys, el seu pare la va matricular a un curs de natació, esport en el qual va guanyar diversos trofeus competint amb l'equip de la Juventus. Un cop acabats els estudis superiors, es va inscriure a la facultat de ciències polítiques de la Universitat de Torí, però va haver d'interrompre la carrera a causa de l'esclat de la Segona Guerra Mundial.

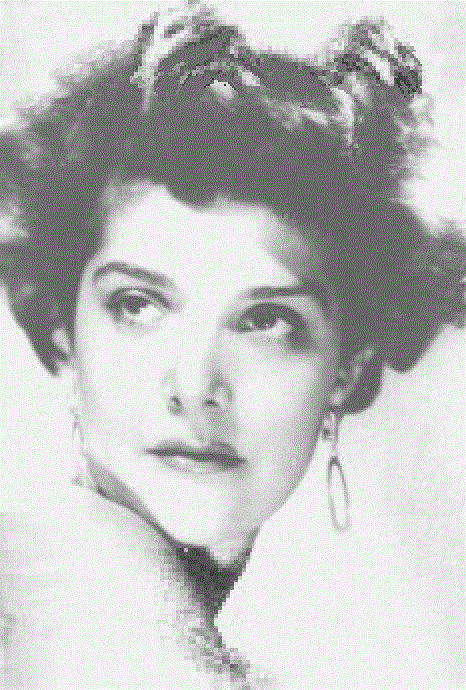
Carla Voltolina

El 8 de setembre de 1943, es va produir l'Armistici entre Itàlia i les forces aliades i Voltolina es va unir a la Resistència. Va participar en diverses accions com enllaç de les Brigades Matteotti, primer a Torí i després a les Marques. Detinguda per les SS durant una batuda i a punt de ser afusellada, va aconseguir fugir gràcies a la col·laboració del metge d'un hospital. A la Roma ocupada pels alemanys, va col·laborar amb el cap de la premsa clandestina socialista Eugenio Colorni. Després de l'alliberament de la ciutat, va continuar el seu compromís amb la Campanya d'alliberament d'Itàlia traslladant-se al nord, encara en mans dels feixistes i els nazis. Durant aquell període, va conèixer Sandro Pertini que actuava en aquella zona com a representant del Comitè d'Alliberament Nacional. Pertini ja era un líder conegut per haver lluitat sempre contra el feixisme i haver patit diversos anys de presó i exili. Van coincidir a Milà, a casa de l'advocat Arialdo Banfi, a Via Modena, i ja no es van tornar a separar. Van conviure dos anys i després de l'acabament de la Segona Guerra Mundial, es van casar el 8 de juny de 1946, en una cerimònia civil a la nova República Italiana.
Van anar a viure a Roma, en un pis que els va proporcionar Leonida Repaci; posteriorment es van traslladar a l'EUR, més tard a Montecitorio i finalment a prop de la Fontana di Trevi, a la via di Trevi, 86. Immediatament després del seu matrimoni, Voltolina va començar la seva activitat periodística. Inscrita al registre de periodistes des de 1945, va col·laborar amb Il Lavoro de Genova i la revista Noi donne; també va dur a terme enquestes i investigacions amb la senadora socialista Lina Merlin sobre la prostitució a Itàlia, que després van plasmar en el llibre Lettere dalle case chiuse i que el 1958 es va concretar amb la promulgació de la Llei Merlin que va derogar la prostitució a Itàlia i ordenar el tancament dels prostíbuls.
La seva trajectòria periodística, especialitzada en reportatges parlamentaris i investigació, es va veure interrompuda quan Pertini va ser elegit president de la Cambra el 1968. Voltolina va abandonar el periodisme per considerar que no seria ètic redactar informes parlamentaris donat el càrrec del seu marit, tampoc va voler acceptar, anys després, el càrrec de presidenta de la Creu Roja, donant la següent explicació: «Crec que no seria just que la meva persona fos associada o confosa amb la del President. Els italians han elegit Sandro Pertini, no a mi. Jo sóc la Doctora Voltolina i prou.»
Aleshores va decidir continuar els estudis universitaris interromputs durant la guerra i, als cinquanta-un anys, es va llicenciar en Ciències polítiques a l'Institut Cesare Alfieri de Florència amb una tesina sobre els asils per a la gent gran a Itàlia. Cinc anys més tard, va obtenir un segon grau en ciències socials en l'especialitat de psicologia, a la Facultat de Magisteri de la Universitat de Torí, amb una investigació sobre la situació dels obrers a les fàbriques.
Va treballar activament en el Servei de drogodependències i alcoholisme de l'Hospital Universitari Agostino Gemelli de Roma, a l'Hospital Monterverde de Roma i al Servei de diagnòstic i tractament psiquiàtric de Santa Maria Nuova a Florència, on va exercir de psicoterapeuta voluntària, activitat que també va dur a terme a Prato i per la qual va obtenir el lliurament honorífic de les claus de la ciutat l'any 1999.
Fins a la seva mort va estar inscrita al districte militar de Roma com a «combatent condecorada amb la Creu de Guerra» pel seu compromís amb la Resistència. El 23 de setembre de 2002, sota els seus auspicis, la Fundació Sandro Pertini es va establir a Florència. Des del dia de la mort del seu marit, va voler ser anomenada Carla Pertini, cosa que abans sempre havia rebutjat, fent servir sempre el seu nom de soltera.
El 2003 va fer donació del Fiat 500 del seu marit matriculat el 1962 al Museu de l' Automòbil de Torí. Voltolina va morir el 6 de desembre de 2005 i com a darrers desitjos va demanar ser incinerada. Les seves cendres van ser enterrades al costat de la tomba del seu marit, al cementiri de Stella.

## Polèmiques

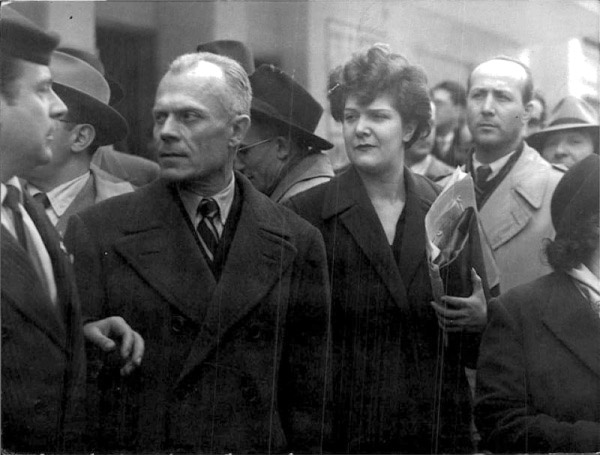
Carla Voltolina amb el seu marit, Sandro Pertini, a Milà, en temps de l'Alliberament (abril de 1945).

Pel·lícula biogràfica sobre Pertini
L'any 1993 Carla Voltolina va bloquejar l'emissió de la pel·lícula de televisió Hi haurà un dia, produïda per Sandro Parenzo, escrita per Vittorio Bonicelli i dirigida per Franco Rossi per a RaiDue per motius personals. Es tractava d'una pel·lícula realitzada per homenatjar la figura del seu marit que havia mort tres anys abans. El paper del protagonista va ser interpretat pel jove Maurizio Crozza i l'actriu Carla Signoris va interpretar Matilde Ferrari, coneguda com a Mati, la jove xicota de Pertini que va romandre a la seva terra natal mentre ell estava refugiat a França i que el va esperar durant divuit anys abans de rendir-se a l'evidència i renunciar-hi. Altres intèrprets van ser Luigi Petrucci, Ivano Marescotti i Augusto Zucchi . La pel·lícula es va emetre només una vegada a Rai 3 la nit del 31 de maig de 2003, i va ser vista per aproximadament 34.000 espectadors.
Arran de la campanya de premsa del diari Il Secolo XIX, es va obtenir llum verda del director de la Rai Antonio Marano i es va recuperar la pel·lícula, essent emesa al canal digital Rai Storia, el 24 de febrer de 2010 a les 21h, en el vintè aniversari del mort de Sandro Pertini.

## Herència

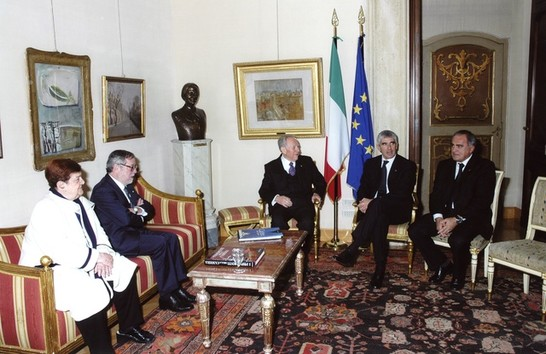
Presentació del volum "Sandro Pertini. Discursos parlamentaris 1945 - 1976", Carla Voltolina amb Pier Ferdinando Casini, Giovanni Maria Flick i Carlo Azeglio Ciampi

Carla Voltolina va crea, amb fons propis i del seu marit, l'arxiu de la Fundació Pertini, de la qual va ser presidenta entre 1995 i 2002. L'arxiu constava de quatre seccions: una relativa als missatges de condol rebuts per la vídua de les autoritats, associacions, instituts i personalitats culturals, autoritats locals, partits polítics, sindicats, escoles o ciutadans individuals (1990); una col·lecció de documents commemoratius sobre la inauguració del Museu Pertini de Savona i la col·lecció de la Universitat de Siena (es van donar 600 volums); la denominació de carrers, places, escoles i parcs amb el nom de Sandro Pertini, els segells, premis i iniciatives de commemoració dels estudiants (1999-2000), correspondència privada i una col·lecció de documents personals sobre la gent gran, la condició de la dona, les drogues, Sigmund Freud i altres materials vinculats als seus estudis de psicologia (1955-1995) i la seva correspondència com a president de l'associació (1995-2000). Després, l'arxiu va ser donat a la Fundació d'Estudis Històrics Filippo Turati de Florència (pertanyent al sistema d'arxius MiBAC ) el 27 de febrer de 2015.

## Agraïments
- El 18 d'abril de 2004,durant una sessió extraordinària de l'Ajuntament de Campo nell'Elba, Voltolina va rebre de mans de l'alcalde Antonio Galli el títol de ciutadana d'honor. En aquell municipi, Sandro Pertini havia estat gairebé quatre anys (13 novembre 1931 - 9 setembre 1935) reclòs a la presó de Pianosa, com a pres polític antifeixista. A proposta del professor Luciano Vizzoni, es va constituir el Circolo culturale Sandro Pertini d'Elba[20] amb Stefano Bramanti com a president i Diomira Pertini (neboda de Sandro Pertini) com a presidenta honorària. L'Ajuntament també va dedicar una plaça a Pertini, amb un monument creat per l'escultor Luca Landi.[21]
- Arcipelago Edizioni va dedicar-li el llibre Retrat de Carla Voltolina Pertini, editat per Stefano Rolando en col·laboració amb Anna Celadin i Renato Bragaglio, amb un prefaci de Giuliano Pisapia.[22]
- Voltolina va ser una de les personalitats femenines que va entrevistar l'escriptora Paola Severini Melograni al seu llibre Les dones de la República.[cal citació]